# Liste von Bahnhofsliedern
Die Liste von Bahnhofsliedern enthält Lieder, die entweder „Bahnhof“, „Bahnsteig“, „Wartesaal“ oder einen Stationsnamen (Eigennamen) im Liedtitel haben (egal, in welcher Sprache) und im Liedtext (sofern vorhanden) auf das Thema Bahnhof Bezug nehmen.
| Interpret                                                     | Titel                                                                                          | Sprache                       | Genre                                              | Jahr |
| ------------------------------------------------------------- | ---------------------------------------------------------------------------------------------- | ----------------------------- | -------------------------------------------------- | ---- |
| 2Duos                                                         | Tube Station                                                                                   | instrumental                  | Folk                                               | 2009 |
| 13 and God                                                    | Men of Station                                                                                 | englisch                      | Dance/Electronic                                   | 2005 |
| Aaron Neville                                                 | Waiting in the Station                                                                         | englisch                      | R&B Soul                                           | 1991 |
| Albin Schultz                                                 | Trainstation                                                                                   | deutsch                       | Dance/Electronic                                   | 2017 |
| Alexander van Bubenheim                                       | Bahnsteig Nummer 9                                                                             | deutsch                       | Schlager                                           | 2020 |
| Alexander von Mehren                                          | Bahnhof                                                                                        | instrumental                  | Elektropop                                         | 2013 |
| AlmightyArceus                                                | Railway Station                                                                                | instrumental                  | Videospielmusik                                    | 2020 |
| Andy Warren                                                   | Train Stations                                                                                 | englisch                      | Rock                                               | 2003 |
| Angelika Niescier                                             | Bahnhof (Filmmusik „Drei Wünsche, drei Frauen, ein Jahr“)                                      | instrumental                  | Klassik                                            | 2008 |
| Aniara Beluna                                                 | Trainstation Girl                                                                              | instrumental                  | Dance/Electronic                                   | 2020 |
| Annarose                                                      | Train Stations                                                                                 | englisch                      | Singer-Songwriter                                  | 2019 |
| Ansgar Hüttenmüller                                           | Bahnhof des Lebens                                                                             | deutsch                       | Singer-Songwriter                                  | 2014 |
| Antinamera                                                    | Trainstation                                                                                   | deutsch                       | Rock                                               | 2019 |
| Ari I Q.                                                      | Bahnhof                                                                                        | instrumental                  | House                                              | 2019 |
| Arif Bedirhanoglu                                             | Sen ayri trende, ben ayri garda                                                                | türkisch                      | Pop                                                | 2020 |
| Arno Flores                                                   | Tango de la última estación                                                                    | spanisch                      | Pop                                                | 2017 |
| Ash Code                                                      | North Bahnhof                                                                                  | englisch                      | Alternative/Indie                                  | 2018 |
| Astor Piazzolla, José Bragato, Trio Amade                     | Las cuatros estaciones portenas                                                                | instrumental                  | Klassik                                            | 2003 |
| Augustine Brown                                               | Gare de Lyon                                                                                   | englisch                      | Hip-Hop/Rap                                        | 2020 |
| Axb One                                                       | Tube Station                                                                                   | instrumental                  | Elektro                                            | 2019 |
| Axel Mayer                                                    | Endstation                                                                                     | deutsch                       | Country                                            | 1997 |
| Ayyaldo                                                       | Platform Eight                                                                                 | instrumental                  | Dance/Electronic                                   | 2020 |
| Back to Monsoon                                               | Train Station                                                                                  | englisch                      | Rock                                               | 2016 |
| Bad Gumby                                                     | Standing at the Station                                                                        | englisch                      | Rock                                               | 2012 |
| Bap                                                           | Bahnhofskino                                                                                   | deutsch                       | Rock                                               | 1984 |
| Barbara                                                       | Gare de Lyon                                                                                   | französisch                   | Chanson                                            | 2012 |
| Bela B, Peta Devlin, Smokestack Lightnin’                     | Ode an das Bahnhofskino                                                                        | deutsch                       | Alternative/Indie                                  | 2017 |
| Bellair                                                       | Bahnhof Zoo                                                                                    | deutsch                       | Pop                                                | 2020 |
| Benjamin Britten, Ian Bostridge, Antonio Pappano              | Winter Words Op. 52: 7. At the Railway Station, Upway                                          | englisch                      | Oper                                               | 2013 |
| Benz’N                                                        | Bahnhofshalle                                                                                  | deutsch                       | Elektro                                            | 2020 |
| Between Rows                                                  | Platform 6                                                                                     | instrumental                  | Dance/Electronic                                   | 2020 |
| BHZ                                                           | Endstation                                                                                     | deutsch                       | Hip-Hop/Rap                                        | 2019 |
| Billisich und Band                                            | Bahnhofscafé                                                                                   | deutsch                       | Folk                                               | 2011 |
| Blayne Asing, Henry Kapono                                    | Railway Station                                                                                | englisch                      | Pop                                                | 2018 |
| Blue Lucas                                                    | Train Station                                                                                  | englisch                      | Alternative / Indie                                | 2020 |
| Boef                                                          | Treinstation                                                                                   | niederländisch                | Hip-Hop/Rap                                        | 2020 |
| Bohemia Interactive, Keosz                                    | Trainstation                                                                                   | instrumental                  | Videospielmusik                                    | 2020 |
| Böhm Halle Sell                                               | Trainstations                                                                                  | instrumental                  | Jazz                                               | 2003 |
| Bojan Z, Nils Wogram                                          | Off to the Train Station                                                                       | instrumental                  | Jazz                                               | 2016 |
| Botanica                                                      | Anhalter Bahnhof                                                                               | englisch                      | Rock                                               | 2010 |
| Bratoski                                                      | Train Station                                                                                  | englisch                      | Dance/Electronic                                   | 2020 |
| Brudi Allen                                                   | Bahnhofsmission                                                                                | deutsch/englisch              | New Age                                            | 2020 |
| Buerger                                                       | Trainstation                                                                                   | instrumental                  | Dance/Electronic                                   | 2018 |
| C.W. Orr                                                      | Bahnhofstraße                                                                                  | deutsch                       | Oper                                               | 2011 |
| Cannonball Adderley, John Coltrane                            | Grand Central                                                                                  | instrumental                  | Jazz                                               | 2013 |
| Carte Blanche                                                 | Gare du Nord                                                                                   | englisch                      | Dance/Electronic                                   | 2010 |
| Carter the Unstoppable Sex Machine                            | Down in the Tube Station at Midnight                                                           | englisch                      | Alternative/Indie                                  | 1993 |
| Cecilia Kallin                                                | Station                                                                                        | englisch                      | Pop                                                | 2018 |
| Cecilo & Kapono                                               | Railway Stations                                                                               | englisch                      | Pop                                                | 1975 |
| Cengizhan Akar                                                | Gara tren Gayda Gel                                                                            | türkisch                      | Pop                                                | 2007 |
| Chance                                                        | Train Between Two Stations                                                                     | englisch                      | Dance/Electronic                                   | 2006 |
| Chris Noah                                                    | Platform 9                                                                                     | englisch                      | Pop                                                | 2017 |
| Christian Anders                                              | Das Mädchen vom Bahnhof Zoo                                                                    | deutsch                       | Schlager                                           | 2014 |
| Christoffer Gustafsson                                        | Centralstationen                                                                               | instrumental                  | Pop                                                | 2014 |
| Chromatology                                                  | Cafe at the Trainstation                                                                       | instrumental                  | Jazz                                               | 2007 |
| Cinderella                                                    | Heartbreak Station                                                                             | englisch                      | Hard Rock                                          | 1990 |
| Ckraw                                                         | Nachts am Bahnhof                                                                              | deutsch                       | Hip-Hop/Rap                                        | 2020 |
| Claire Laffut                                                 | Gare du Nord                                                                                   | französisch                   | Pop                                                | 2018 |
| Credibil                                                      | Bahnhof                                                                                        | deutsch                       | Hip-Hop/Rap                                        | 2018 |
| Damir Pushkar                                                 | Train Station Luxemburg                                                                        | instrumental                  | Dance/Electronic                                   | 2011 |
| Dan Patlansky, The Mississippi Muthers                        | Standing at the Station                                                                        | englisch                      | Blues                                              | 2006 |
| Daniel Gadd                                                   | Train Station                                                                                  | instrumental                  | Pop                                                | 2019 |
| Daniel Pemberton                                              | Penn Station                                                                                   | instrumental                  | Videospielmusik                                    | 2019 |
| Daniela Alfinito                                              | Bahnhof der Sehnsucht                                                                          | deutsch                       | Schlager                                           | 2008 |
| Das Kammerton Quartett                                        | Ds Lied vo de Bahnhöf                                                                          | deutsch                       | Volkslied                                          | 2012 |
| David Bowie                                                   | Station to Station                                                                             | englisch                      | Rock                                               | 1978 |
| David Fetherolf, Moravská filharmonie, Oloumouc, Jiri Mikula  | Unattainable Peace, „Symphonic Poem No. 1“: I. Der Bahnhofsplatz                               | instrumental                  | Klassik                                            | 2011 |
| Dean Cox                                                      | Hauptbahnhof                                                                                   | englisch                      | Pop                                                | 2016 |
| Demônios da Garôa                                             | Trem das Onze                                                                                  | brasilianisches Portugiesisch | Samba                                              | 1964 |
| Denise Lebrun, Armand Migiani et son Orchestre                | Gare de Lyon                                                                                   | französisch                   | Chanson                                            | 1959 |
| Die 3 Travellers                                              | Die Uhr am Bahnhof Zoo                                                                         | deutsch                       | Schlager                                           | 2012 |
| Die Höchste Eisenbahn                                         | Die Uhren am Hauptbahnhof                                                                      | deutsch                       | Alternative/Indie                                  | 2013 |
| Diego Polimeno                                                | Paris Train Station                                                                            | instrumental                  | Gitarrenmusik                                      | 2019 |
| Dirk Blümlein                                                 | Wo geht’s zum Bahnhof?                                                                         | deutsch                       | Jazz                                               | 2012 |
| Dirt Eater                                                    | Shanghai Railway Station                                                                       | instrumental                  | Dance/Electronic                                   | 2017 |
| Dirty Cat                                                     | Trainstation                                                                                   | instrumental                  | Dance/Electronic                                   | 2010 |
| D&J Polimeno                                                  | Train Stations                                                                                 | instrumental                  | Dance/Electronic                                   | 2017 |
| DJ Luca.Ro, Lain Christoph                                    | Train Station (Original Mix)                                                                   | instrumental                  | Dance/Electronic                                   | 2010 |
| Dorie Jackson                                                 | Railway Station Boy                                                                            | englisch                      | Folk                                               | 2008 |
| Doris                                                         | Waiting at the Station                                                                         | englisch                      | Pop                                                | 1970 |
| Dorsaf Hamdani                                                | Gare de Lyon                                                                                   | französisch                   | Chanson                                            | 2014 |
| Dr. Dog                                                       | Station                                                                                        | englisch                      | Alternative/Indie                                  | 2010 |
| Duke Ellington                                                | Oh, the Train Is at the Station!                                                               | englisch                      | Jazz                                               | 2019 |
| Duscio                                                        | Trainstation                                                                                   | instrumental                  | Dance/Electronic                                   | 2018 |
| Echorausch                                                    | Frühstück am Hauptbahnhof                                                                      | deutsch                       | Rap                                                | 2001 |
| Ed Curtis                                                     | Bahnhof                                                                                        | englisch                      | Rock                                               | 2017 |
| Eddie                                                         | Train Station                                                                                  | englisch                      | Rock                                               | 2019 |
| Ede Stahl                                                     | Der Bahnsteig                                                                                  | deutsch                       | Songwriter                                         | 2017 |
| Edwin Mulder                                                  | Train Station North                                                                            | instrumental                  | Dance/Electronic                                   | 2008 |
| Edwin Mulder                                                  | Train Station South                                                                            | instrumental                  | Dance/Electronic                                   | 2008 |
| Einkauf aktuell                                               | Bahnhof, Bahnhof                                                                               | deutsch                       | Alternative/Indie                                  | 2018 |
| Elsa Lübing                                                   | Berlin – Bahnhof Friedrichstraße                                                               | deutsch                       | Pop                                                | 2010 |
| Em-C.D.L.                                                     | Train Station                                                                                  | instrumental                  | Dance/Electronic                                   | 2009 |
| Emma & Gänget                                                 | Centralstationen                                                                               | schwedisch                    | Folk                                               | 2008 |
| Encoder                                                       | Trainstation Blues                                                                             | instrumental                  | Dance/Electronic                                   | 2019 |
| Enlusion                                                      | Railway Station                                                                                | instrumental                  | Trance                                             | 2016 |
| Ennio Morricone                                               | Arrival at the Station                                                                         | instrumental                  | Klassik                                            | 1968 |
| Ensemble des Grips Theaters                                   | 6 Uhr 14 Bahnhof Zoo                                                                           | deutsch                       | Musical                                            | 1986 |
| Erik West-Millette, Willie West                               | Waiting at the Station                                                                         | englisch                      | Rock                                               | 2016 |
| Ernie K-Doe                                                   | Waiting at the Station                                                                         | englisch                      | Soul                                               | 2019 |
| Ernst Molden                                                  | Bahnhof                                                                                        | deutsch                       | Rock                                               | 2009 |
| Ethan Murray                                                  | Train Station                                                                                  |                               |                                                    | 2002 |
| Eva-Maria, Veronika Reis                                      | Bahnsteig 3                                                                                    | deutsch                       | Schlager                                           | 1998 |
| Evanthia Reboutsika                                           | The Railway Station                                                                            | instrumental                  | Klassik                                            | 2003 |
| Fantasy                                                       | Endstation Sehnsucht                                                                           | deutsch                       | Schlager                                           | 2013 |
| Fat Charlie                                                   | Train Station Blues                                                                            | instrumental                  | Blues                                              | 2012 |
| Fehlfarben                                                    | Am falschen Bahnhof                                                                            | deutsch                       | Alternative/Indie                                  | 1991 |
| Felix Thoma                                                   | Lyon Train Station                                                                             | instrumental                  | Pop                                                | 2017 |
| Fettes Brot                                                   | Bahnsteigkante                                                                                 | deutsch                       | Hip-Hop/Rap                                        | 2001 |
| Fonk                                                          | Gare de Lyon 1966                                                                              | instrumental                  | Elektropop                                         | 2019 |
| Franco Cerri                                                  | Stazione Termini                                                                               | italienisch                   | Jazz                                               | 2011 |
| Frankie Lanes                                                 | Stazione Termini                                                                               | italienisch                   | Jazz                                               | 2016 |
| Freddie Joachim                                               | Train Stations                                                                                 | instrumental                  | Dance/Electronic                                   | 2017 |
| Freddy Quinn                                                  | Mein Zuhause ist der Bahnhof                                                                   | deutsch                       | Schlager                                           | 1980 |
| Freunde der italienischen Oper                                | Second Train                                                                                   | englisch                      | postpunk/indie                                     | 1989 |
| Friedrich Sunlight                                            | Bahnsteig A                                                                                    | deutsch                       | Schlager                                           | 2016 |
| F.S.K.                                                        | Bahnsteig Walzer                                                                               | deutsch                       | Alternative/Indie                                  | 1987 |
| Gabe Lee                                                      | Waiting at the Station                                                                         | englisch                      | Rock                                               | 2004 |
| Gambino XS                                                    | Vom Bahnhof bis zur Kaiserstraße                                                               | deutsch                       | Hip-Hop/Rap                                        | 2018 |
| Garry Trace                                                   | Trainstation                                                                                   | instrumental                  | Dance/Electronic                                   | 2014 |
| Gavin Osborn                                                  | Platform Girl                                                                                  | englisch                      | Folk                                               | 2007 |
| Gebrüder Blattschuss                                          | Oh Bahnhof Zoo                                                                                 | deutsch                       | Pop (Parodie von Waterloo Road/Les Champs Elysées) | 1977 |
| General Noise                                                 | Rotterdam Subway – Central Station                                                             | niederländisch                | Dance/Electronic                                   | 2011 |
| Giorgio Gaber                                                 | Una stazione in Riva al Mare                                                                   | italienisch                   | Cantautore                                         | 2013 |
| Gold-Bears                                                    | East Station Attendant                                                                         | englisch                      | Alternative/Indie                                  | 2010 |
| Gottfried von Einem                                           | Einleitung – Bahnhof – „Die Gudrun“ – Hamburg Neapel (1. Akt)                                  | deutsch                       | Oper                                               | 2018 |
| Gravy Jones                                                   | Trainstation                                                                                   | englisch                      | Country                                            | 2018 |
| Greggi G.                                                     | Railway Station                                                                                | englisch                      | Rock                                               | 2009 |
| Haab Cycle                                                    | Trainstation                                                                                   | instrumental                  | Dance/Electronic                                   | 2017 |
| Heckel und Stegliz                                            | Gleis 4                                                                                        | deutsch                       | Singer-Songwriter                                  | 2017 |
| Heckel und Stegliz                                            | Rendezvous am Bahnsteig                                                                        | deutsch                       | Singer-Songwriter                                  | 2017 |
| Hélios Fernandez                                              | Gare de Lyon                                                                                   | instrumental                  | Pop                                                | 2010 |
| Hnrk                                                          | Hauptbahnhof                                                                                   | instrumental                  | Dance/Electronic                                   | 2017 |
| Höhner                                                        | Wartesaal der Träume                                                                           | deutsch                       | Schlager                                           | 1994 |
| Homocord Orchester                                            | Wer hat bloß den Käse zum Bahnhof gerollt?                                                     | deutsch                       | Schlager                                           | 1927 |
| Hopeton Jervis                                                | Down by the Railway Station                                                                    | englisch                      | Reggae                                             | 2004 |
| Humming People                                                | Next Railway Trainstation’s Heaven                                                             | englisch                      | Rock                                               | 2011 |
| I am Cereals                                                  | Am Bahnsteig                                                                                   | instrumental                  | Pop                                                | 2011 |
| I am Robot and Proud                                          | Train Station Lullaby                                                                          | instrumental                  | Videospielmusik                                    | 2008 |
| Ich und mein Tiger                                            | Bahnhof                                                                                        | deutsch                       | Pop                                                | 2009 |
| Igor Wakhevitch                                               | 27th September 1942. Train N°38. Railway Station Paris-Drancy. Destination: Auschwitz-Birkenau | englisch                      | Dance/Electronic                                   | 2019 |
| Inestable Beats                                               | Train Station                                                                                  | instrumental                  | Dance/Electronic                                   | 2019 |
| Innershades                                                   | Aalst Trainstation                                                                             | instrumental                  | Dance/Electronic                                   | 2017 |
| Iona Radu                                                     | De la moara, pan’la gara                                                                       | rumänisch                     | Liedermacherin                                     | 2011 |
| Irina Loghin                                                  | O batrana intr-o gara                                                                          | rumänisch                     |                                                    |      |
| Iswinter                                                      | Trainstation Girl                                                                              | englisch                      | Rock                                               | 2016 |
| Jack Grunsky                                                  | Train Station Blues – New Version                                                              | englisch                      | Folk                                               | 2018 |
| Jack Penate                                                   | Torn on the Platform                                                                           | englisch                      | Alternative/Indie                                  | 2007 |
| Jahbruce                                                      | Railway Station Pt. 1                                                                          | englisch                      | Reggae                                             | 2020 |
| Jephza                                                        | Bahnsteig (Skit)                                                                               | deutsch                       | Hip-Hop/Rap                                        | 2013 |
| Jim Kroft                                                     | Bahnhof Friedrichstraße                                                                        | englisch                      | Pop                                                | 2019 |
| JNZ                                                           | Bahnhofsmission                                                                                | instrumental                  | Electro                                            | 2020 |
| Joe Walsh                                                     | At the Station                                                                                 | englisch                      | Hard-Rock                                          | 1978 |
| John Williams                                                 | Platform Nine-and-Three-Quarters and the Journey to Hogwarts                                   | instrumental                  | Filmmusik                                          | 2001 |
| Johnny Cash                                                   | Destination Victoria Station                                                                   | englisch                      | Country                                            | 1975 |
| Johnny Mauser                                                 | Bahnhofsmission                                                                                | deutsch                       | Hip-Hop/Rap                                        | 2013 |
| Jonathan Wilson                                               | Platform                                                                                       | englisch                      | Alternative/Indie                                  | 2020 |
| Jounass                                                       | Gare de Lyon                                                                                   | französisch                   | Pop                                                | 2019 |
| Juan                                                          | Bahnsteig                                                                                      | instrumental                  | Dance/Electronic                                   | 2019 |
| Julian Nantes                                                 | Trainstation                                                                                   | englisch                      | Pop                                                | 2016 |
| Junior                                                        | Waiting at the Station                                                                         | instrumental                  | Songwriter                                         | 2001 |
| Jürgen Marcus                                                 | Auf dem Bahnhof der vielen Gleise                                                              | deutsch                       | Schlager                                           | 1976 |
| Justin A.G.                                                   | Railway Station                                                                                | englisch                      | Country                                            | 2006 |
| Karuan, Metin Yilmaz Kendal                                   | Trainstation Without Fascists                                                                  | englisch                      | Pop                                                | 2007 |
| Keaton Henson                                                 | 10am Gare du Nord                                                                              | englisch                      | Pop                                                | 2013 |
| Keb’ Mo’                                                      | Standing at the Station                                                                        | englisch                      | Bluesrock                                          | 1996 |
| Kehringer                                                     | TrainStation                                                                                   | instrumental                  | Dance/Electronic                                   | 2018 |
| Kerschowski                                                   | Bahnhof                                                                                        | deutsch                       | Folk                                               | 1994 |
| Kettenfett                                                    | Eiertanz im Sackbahnhof                                                                        | deutsch                       | Punk                                               | 2019 |
| Klubovader                                                    | Bahnhof                                                                                        | deutsch                       | Dance/Electronic                                   | 2017 |
| Kul Mustafa                                                   | Sen ayri trende, ben ayri garda                                                                | türkisch                      | Pop                                                | 2013 |
| La Stazione                                                   | Termini                                                                                        | italienisch                   | Pop                                                | 2018 |
| L.A. Tight                                                    | Bahnhoffestraße                                                                                | instrumental                  | Pop                                                | 2006 |
| Lance Canales & The Flood                                     | Train Station Blues                                                                            | englisch                      | Rock                                               | 2012 |
| Landing Lights                                                | Waiting at the Station                                                                         | instrumental                  | Dance/Electronic                                   | 2006 |
| Largo                                                         | Die Frau am Bahnsteig                                                                          | instrumental                  | Klassik                                            | 2015 |
| Lars Von Se Ralph Möske                                       | Berlin – Bahnhof Friedrichstraße                                                               | deutsch                       | Schlager                                           | 2010 |
| Lawrence Lanahan                                              | Train Station                                                                                  | englisch                      | Folk                                               | 2004 |
| Lee Sang Hoon                                                 | Waiting at the Station                                                                         | koreanisch                    | Pop                                                | 2020 |
| Limousine                                                     | Ubon Train Station                                                                             | instrumental                  | Dance/Electronic                                   | 2014 |
| Louisiana Red                                                 | Train Station Blues                                                                            | englisch                      | Blues                                              | 1999 |
| Love Machine                                                  | Hauptbahnhof                                                                                   | deutsch                       | Rock                                               | 2020 |
| Lüül                                                          | Bahnhof                                                                                        | deutsch                       | Rock                                               | 1997 |
| Malik                                                         | Pippi am Bahnhof                                                                               | deutsch                       | Hip-Hop/Rap                                        | 2007 |
| Manfred Burzlaff                                              | Bahnhof Zoo                                                                                    | instrumental                  | Jazz                                               | 2018 |
| Mani Matter                                                   | Ds Lied vo de Bahnhöf                                                                          | deutsch                       | Liedermacher                                       | 1996 |
| Maniwaki                                                      | Ost-Bahnhof                                                                                    | instrumental                  | Dance/Electronic                                   | 2014 |
| Manny Marc                                                    | Tatort Bahnhof                                                                                 | deutsch                       | Hip-Hop/Rap                                        | 2006 |
| Manuel Radaelli                                               | Trainstation                                                                                   | instrumental                  | Dance/Electronic                                   | 2015 |
| Marco Joachim                                                 | Universal Railway Station                                                                      | englisch                      | Folk                                               | 2003 |
| Marius Müller-Westernhagen                                    | Wer hat den Käse zum Bahnhof gerollt?                                                          | englisch                      | Rock                                               | 1994 |
| Markus Segschneider                                           | Another Train, Another Station                                                                 | instrumental                  | Pop                                                | 2011 |
| Mary Chapin Carpenter                                         | Grand Central Station                                                                          | englisch                      | Country                                            | 2004 |
| Max Mäckel, Karl Degenhardt                                   | Platform                                                                                       | instrumental                  | Jazz                                               | 2011 |
| Mdmarijan                                                     | Train Station                                                                                  | instrumental                  | Dance/Electronic                                   | 2019 |
| Mell & Vintage Future                                         | Central Station                                                                                | englisch                      | Pop                                                | 2019 |
| Merle Haggard                                                 | Union Station                                                                                  | englisch                      | Country                                            | 1976 |
| Michaila                                                      | Bahnhof                                                                                        | deutsch                       | Songwriterin                                       | 2000 |
| Michelle                                                      | Der Typ vom Bahnsteig 3                                                                        | deutsch                       | Schlager                                           | 2009 |
| MitDemMic                                                     | Bahnhofsklo                                                                                    | deutsch                       | Hip-Hop/Rap                                        | 2017 |
| Mojo Farmers                                                  | Platform Six                                                                                   | englisch                      | Rock                                               | 2008 |
| The Monkees                                                   | Last Train to Clarksville                                                                      | englisch                      | Pop-Rock                                           | 1966 |
| Murat Karaytu                                                 | Sen ayri trende, ben ayri garda                                                                | türkisch                      | Pop                                                | 2020 |
| Münchner Salettlmusi                                          | Am Bahnhof (Bairisch Polka)                                                                    | instrumental                  | Volksmusik                                         | 2015 |
| Nadine Norell                                                 | Bahnsteig 4                                                                                    | deutsch                       | Schlager                                           | 2005 |
| Nico Sanders                                                  | Bahnsteig Nummer 7                                                                             | deutsch                       | Schlager                                           | 2015 |
| Nikolay Mikryukov                                             | Railway Station                                                                                | instrumental                  | Dance/Electronic                                   | 2014 |
| Nina Hagen                                                    | Auf’m Bahnhof Zoo                                                                              | deutsch                       | Punkrock                                           | 1978 |
| Nino de Angelo                                                | Bahnsteig 8                                                                                    | deutsch                       | Schlager                                           | 1991 |
| Niqqii Li                                                     | intro/train station skit                                                                       | englisch                      | Reggae                                             | 2005 |
| Nits                                                          | Adieu, Sweet Bahnhof                                                                           | deutsch                       | Pop                                                | 1984 |
| No Flags                                                      | Bahnsteig Nummer 8                                                                             | deutsch                       | Rock                                               | 2018 |
| Noise Unit                                                    | Bahnhof                                                                                        | instrumental                  | Dance/Electronic                                   | 1995 |
| Norman Die                                                    | Trainstation                                                                                   | englisch                      | Alternative/Indie                                  | 2013 |
| NXCRE                                                         | 2am in Penn Station                                                                            | englisch                      | Pop                                                | 2020 |
| Nymano, Pandrezz                                              | Train Station                                                                                  | instrumental                  | Elektro                                            | 2018 |
| Olaf 627                                                      | Club oder Bahnhof                                                                              | deutsch                       | Hip-Hop/Rap                                        | 2019 |
| Olaf 627                                                      | Gleis 1                                                                                        | deutsch                       | Hip-Hop/Rap                                        | 2019 |
| Olivia Newton-John                                            | In a Station                                                                                   | englisch                      | Country, Pop                                       | 1971 |
| Oneeva                                                        | Platform 9                                                                                     | englisch                      | Dance/Electronic                                   | 2017 |
| Oskar Morawetz, Canada National Youth Orchestra, John Lubbock | The Railway Station                                                                            | instrumental                  | Klassik                                            | 2012 |
| Otto Schellinger                                              | Bahnhof des Lebens                                                                             | deutsch                       | Pop                                                | 2016 |
| Pali                                                          | Railway Stations                                                                               | englisch                      | Country                                            | 2006 |
| Pang!                                                         | Station                                                                                        | instrumental                  | Dance/Electronic                                   | 2018 |
| Partizan                                                      | Am Bahnsteig                                                                                   | deutsch                       | Hip-Hop/Rap                                        | 2013 |
| PBSL                                                          | Bahnsteig                                                                                      | deutsch                       | Alternative/Indie                                  | 2019 |
| Percy Grainger                                                | Arrival Platform Humlet for Solo Tuba                                                          | instrumental                  | Klassik                                            | 2020 |
| Pet Shop Boys                                                 | King’s Cross                                                                                   | englisch                      | Pop                                                | 1987 |
| Pete Madson                                                   | The Railway Station                                                                            | englisch                      | Pop                                                | 2004 |
| Pigor & Eichhorn                                              | Hauptbahnhof                                                                                   | deutsch                       | Chanson                                            | 2004 |
| PINQIN                                                        | Bahnhof Toyohashi                                                                              | deutsch                       | Alternative/Indie                                  | 2020 |
| Platform                                                      | Platform 9                                                                                     | instrumental                  | Dance/Electronic                                   | 2018 |
| PMC All-Stars                                                 | Down in the Tube Station at Midnight                                                           | englisch                      | Alternative/Indie                                  | 2011 |
| Port-royal                                                    | Bahnhof Zoo                                                                                    | instrumental                  | Electronic                                         | 2007 |
| Radio Beatmaster Berlin                                       | Bahnsteig Nummer 6                                                                             | deutsch                       | Pop                                                | 2017 |
| Rago                                                          | Bahnhof oder Park                                                                              | deutsch                       | Hip-Hop/Rap                                        | 2020 |
| Randy                                                         | Bahnhof Zoo                                                                                    | englisch                      | Punk                                               | 2005 |
| Raul Seixas                                                   | Morning Train                                                                                  | englisch                      | Rock                                               | 1998 |
| Raul Seixas                                                   | O Trem das 7                                                                                   | brasilianisches Portugiesisch | Rock                                               | 1974 |
| Reinhard Mey                                                  | Hauptbahnhof Hamm                                                                              | deutsch                       | Liedermacher                                       | 1967 |
| Rev. Gary Davis                                               | I’m Gonna Meet You at the Station                                                              | englisch                      | Blues                                              | 2003 |
| Rex Gildo                                                     | Sally komm wieder                                                                              | deutsch                       | Schlager                                           | 1978 |
| Rezident Ex                                                   | Povestiri din gara                                                                             | rumänisch                     | Heavy Metal                                        | 2017 |
| Rudi Godden                                                   | Bahnsteig 4                                                                                    | deutsch                       | Chanson                                            | 2010 |
| Sage                                                          | Train Station                                                                                  | instrumental                  | Alternative                                        | 2019 |
| Scheibenklar                                                  | Bahnhof                                                                                        | deutsch                       | Pop                                                | 2013 |
| Schule der Unruhe                                             | Der Bahnhof                                                                                    | deutsch                       | Jazz                                               | 2010 |
| Serge Öhn                                                     | Bahnhof                                                                                        | deutsch                       | Liedermacher                                       | 2015 |
| Sergio Casale                                                 | Stazione Termini, ladri di biciclette & sciuscià                                               | instrumental                  | Klassik                                            | 2018 |
| Shacke One                                                    | S-Bahnhof Oranienburg                                                                          | deutsch                       | Hip-Hop/Rap                                        | 2017 |
| Snkake-Eyes                                                   | Behind the Yellow Line (Platform Safety)                                                       | englisch                      | Dance/Electronic                                   | 2019 |
| Soeckers                                                      | Bahnhofsgrau                                                                                   | deutsch                       | Alternative/Indie                                  | 2020 |
| Solid Space                                                   | Platform 6                                                                                     | englisch                      | Pop                                                | 2017 |
| Sonic 7                                                       | Platform 9                                                                                     | englisch                      | Rock                                               | 2009 |
| Speaker                                                       | Trainstations                                                                                  | englisch                      | Rock                                               | 1999 |
| Spillsbury                                                    | Bahnsteig                                                                                      | deutsch                       | Pop                                                | 2004 |
| Steamtown                                                     | Waiting at the Station                                                                         | englisch                      | Folk                                               | 2018 |
| Steps Ahead                                                   | Penn Station                                                                                   | instrumental                  | Jazz                                               | 1995 |
| Steve Forbert                                                 | Grand Central Station                                                                          | englisch                      | Rock                                               | 2011 |
| Strandhotel Markus                                            | Bahnsteig                                                                                      | deutsch                       | Schlager                                           | 2009 |
| Strom & Wasser                                                | Dein Herz ist ein Bahnhof                                                                      | deutsch                       | Pop                                                | 2019 |
| Sugar MMFK                                                    | Nachts am Bahnhof                                                                              | deutsch                       | Hip-Hop/Rap                                        | 2016 |
| Supersymmetrie                                                | Bahnhofstraße                                                                                  | deutsch                       | Dance/Electronic                                   | 2017 |
| Svaba Ortak                                                   | Westbahnhof                                                                                    | deutsch                       | Hip-Hop/Rap                                        | 2019 |
| Svaba Ortak                                                   | Südbahnhof                                                                                     | deutsch                       | Hip-Hop/Rap                                        | 2019 |
| TAFS                                                          | 8i Bahnhof                                                                                     | deutsch                       | Hip-Hop/Rap                                        | 1999 |
| Techno Berlin                                                 | Platform 2                                                                                     | instrumental                  | Techno                                             | 2019 |
| Tender Trap                                                   | Train from King’s Cross Station                                                                | englisch                      | Alternative/Indie                                  | 2012 |
| Ten Years After                                               | Standing at the Station                                                                        | englisch                      | Rock                                               | 1972 |
| The Band                                                      | In a Station                                                                                   | englisch                      | Rock                                               | 1968 |
| The Bonsoirs                                                  | Railway Station                                                                                | englisch                      | Rock                                               | 2015 |
| The Chemical Brothers                                         | Bahnhof Rumble                                                                                 | instrumental                  | Elektronic                                         | 2011 |
| The Cynics                                                    | Blue Train Station                                                                             | englisch                      | Punk                                               | 1986 |
| The Dirty River Boys                                          | Train Station                                                                                  | englisch                      | Folk                                               | 2011 |
| The Disorientalists                                           | Ostbahnhof                                                                                     | deutsch/englisch              | Rock                                               | 2016 |
| The Exorcist GBG                                              | Bahnhof                                                                                        | instrumental                  | Dance/Electronic                                   | 2017 |
| The Fall                                                      | Victoria Train Station Massacre                                                                | englisch                      | New Wave/Post-Punk                                 | 2017 |
| The Felice Brothers                                           | Penn Station                                                                                   | englisch                      | Folk / Rock                                        | 2009 |
| The Four Preps                                                | Down by the Station                                                                            | englisch                      | Pop                                                | 1989 |
| The Girl & the Ghost                                          | Railway Station                                                                                | englisch                      | Singer-Songwriterin                                | 2017 |
| The Gray Havens                                               | Train Station                                                                                  | englisch                      | Folk                                               | 2013 |
| The Jack Moves                                                | Penn Station                                                                                   | englisch                      | R&B/Soul                                           | 2018 |
| The Jam                                                       | Down in the Tube Station at Midnight                                                           | englisch                      | New Wave/Post-Punk                                 | 1978 |
| The Julie Puppets                                             | Train Station                                                                                  | englisch                      | Rock                                               | 2006 |
| The Knechtsand                                                | Messias vom Hauptbahnhof                                                                       | deutsch                       | Rock                                               | 2016 |
| The Loch Ness Mouse                                           | By Piccadilly Station I Sat Down and Wept                                                      | englisch                      | Pop                                                | 2019 |
| The Open Up and Bleeds                                        | Bahnhof Zoo                                                                                    | englisch                      | Rock                                               | 2019 |
| The Sick Bags                                                 | Bahnhof                                                                                        | englisch                      | Rock                                               | 2017 |
| The Story Goes On                                             | Girl on Platform 3                                                                             | englisch                      | Rock                                               | 2016 |
| Theo van der Linden                                           | Waiting at the Station                                                                         | englisch                      | Rock                                               | 2020 |
| The Diminisher                                                | Trainstation                                                                                   | englisch                      | Rock                                               | 2006 |
| The Legendary Pink Dots                                       | Hauptbahnhof                                                                                   | englisch                      | Pop                                                | 1982 |
| The Retrievers                                                | Trainstation                                                                                   | englisch                      | Rock                                               | 2013 |
| The Ukuleles                                                  | Girl on the Platform                                                                           | englisch                      | Pop                                                | 2012 |
| The Worst Guys                                                | Platform                                                                                       | englisch                      | Hip-Hop/Rap                                        | 2020 |
| Things We Know                                                | Trainstations                                                                                  | englisch                      | Rock                                               | 2016 |
| Thore Wittenberg                                              | Bahnsteigkanten und Kaffeeautomaten                                                            | deutsch                       | Alternative/Indie                                  | 2017 |
| Tim Fischer                                                   | Hauptbahnhof                                                                                   | deutsch                       | Chanson                                            | 2019 |
| Tim Vantol                                                    | No Platform                                                                                    | englisch                      | Folk                                               | 2011 |
| Timo Hietala                                                  | Anhalter Bahnhof (Filmmusik: „Fenster zum Sommer“)                                             | instrumental                  | Filmmusik                                          | 2011 |
| Tiniundtus                                                    | Hauptbahnhof                                                                                   | deutsch                       | Alternative/Indie                                  | 2013 |
| Toni Dancehall, Lukees, aribaba                               | Bahnhof                                                                                        | deutsch                       | Hip-Hop/Rap                                        | 2020 |
| Torky Tork                                                    | Girl at the Trainstation                                                                       | instrumental                  | Elektro/Dance                                      | 2018 |
| Tracey Thorn                                                  | By Piccadilly Station I Sat Down and Wept                                                      | englisch                      | Dance/Electronic, Pop                              | 2007 |
| Trio „pianOVo“                                                | Trio für Oboe, Violoncello und Klavier (Am Bahnhof)                                            | instrumental                  | Klassik                                            | 2002 |
| Twisted Zip Ties                                              | Central Station                                                                                | instrumental                  | Hip-Hop/Rap                                        | 2019 |
| Ty Segall                                                     | Standing at the Station                                                                        | englisch                      | Alternative/Indie                                  | 2009 |
| U2                                                            | Zoo Station                                                                                    | englisch                      | Rock                                               | 1991 |
| Ulises Conti                                                  | Hauptbahnhof                                                                                   | instrumental                  | experimental                                       | 2016 |
| Ulli Boegershausen                                            | Farewell on Platform 3 – Guitar Duet                                                           | instrumental                  | Pop                                                | 2019 |
| Universal Gonzalez                                            | Hauptbahnhof St. Georg                                                                         | deutsch                       | Pop                                                | 2001 |
| Unterstaat                                                    | Bahnhof                                                                                        | deutsch                       | Punk                                               | 2015 |
| Varkáris                                                      | Railway Station                                                                                | englisch                      | Pop                                                | 2020 |
| Vintage                                                       | Train Station Boogie                                                                           | englisch                      | Rock                                               | 2010 |
| Von Wegen Lisbeth                                             | Westkreuz                                                                                      | deutsch                       | Pop                                                | 2019 |
| Walter Andreas Schwarz                                        | Im Wartesaal zum großen Glück                                                                  | deutsch                       | Chanson                                            | 1956 |
| Wang Weng                                                     | Lost in Train Station                                                                          | englisch                      | Elektro                                            | 2018 |
| Waste of Ink, Christoph Schwarz                               | Bahnsteig zwei                                                                                 | deutsch                       | Rock                                               | 2015 |
| Will Glahé                                                    | Bahnsteig 4                                                                                    | deutsch                       | Swing                                              | 2017 |
| Wiener Boheme Orchester                                       | Bahnhof von Harbin                                                                             | instrumental                  | Klassik                                            | 2009 |
| Wire                                                          | Midnight Bahnhof Café                                                                          | englisch                      | New Wave/Post Punk                                 | 1981 |
| Xandra Hag                                                    | Bahnsteig Nr. 10                                                                               | deutsch                       | Schlager                                           | 2015 |
| Yagya                                                         | Train Station’s Dustlight                                                                      | instrumental                  | Dance/Electronic                                   | 2016 |
| Young Guns                                                    | One Platform Station                                                                           | englisch                      | Rock                                               | 2008 |
| Zdob și Zdub                                                  | Trenulețul                                                                                     | rumänisch                     | Pop/Folk                                           | 2021 |
| Zdravko Čolić                                                 | Stanica Podlugovi                                                                              | serbokroatisch                | Pop/Folk                                           | 1983 |